# Бродайжас
Бро́дайжас (латыш. Brodaižas ezers, латг. Brodaižys azars) — озеро в Латвии, в Пилдской волости Лудзенского края. Берега наклонные и крутые, дно илистое. Регулярное цветение воды. Вытекающие реки: Рубежнейца и Илжу. Рыба: плотва, щука, окунь, карп, лещ, линь, краснопёрка, карась.